# 旅団条例
旅団条例（りょだんじょうれい）は、1885年（明治18年）6月3日から1888年（明治21年）5月12日まで、日本の陸軍省が、部隊単位である旅団の司令部の構成と平時の職掌権限について定めた規則である。法令としての番号は、陸軍省達乙第71号。旅団司令部条例の制定により廃止された。

## 概要
明治時代はじめの陸軍は、鎮台を軍隊の柱にしていた。旅団条例は鎮台制の時期の末期に適用された条例である。鎮台司令官の職掌については1871年から鎮台条例に規定されていたが、より下位の部隊には詳しい規定がなかった。1885年（明治21年）に初めて常設の旅団が置かれたとき、新たに旅団条例が制定された。
3年後に鎮台を廃止することになり、1888年（明治21年）5月12日に鎮台条例は廃止され、師団司令部条例が制定された。同じ日に旅団条例も廃止され、かわりに旅団司令部条例が制定された。

## 内容

### 旅団司令部
条文に「旅団司令部」の語はなく、「旅団の職員」として以下のように定められた（第2条）。
- 旅団長（少将） - 1名
- 参謀（大尉） - 1名
- 伝令使（中尉または少尉） - 1名
- 書記 - 下士 - 3名

### 旅団長の職務
旅団長の権限は、部下の指揮・訓練・武器等装具の管理・衛生・監査等に及ぶ（第4条から第18条）。連隊からの定期の報告を受け、みずからも所管の長官（鎮台または近衛の司令官）に報告する。春秋の年2回、所属の連隊の検査を行うことを義務付けられた。旅団全体の会計給与は直上の近衛、鎮台または営所会計部が処理し、旅団長の権限は及ばなかった（第3条）。
旅団条例制定と同時に改正された鎮台条例は、旅団の管轄地として師管を定めたが、師管に対する権限は、営所司令官かそうでないかによって大きな違いがあった。営所司令官とは、旅団の営所（部隊の所在地）が鎮台の所在地と離れているときに、旅団長が兼任する職である。営所司令官である旅団長は、担任する師管で起きた緊急事態に営所司令官の権限で出動を命じることができた（第12条）。営所司令官でない旅団長は、騒擾変乱の際に自己の判断で兵を動かすことを禁じられ、必ず上位の長官の指揮下で出動することとされた（第12条）。

### 参謀以下の職務
参謀は、旅団長の命を奉じ旅団の庶務を整理し、上下の部隊とたがいに通報し、部隊の状況に通じ、旅団長の諮問に備える（第19条から21条）。
伝令使は旅団長の命を奉じ文書の往復、人の応接、その他一般の事務にあたる（第22条）。書記に属するような事務でも、賞罰・記録図表などの重要書類は伝令使が主管した（第23条）。
書記は参謀・伝令使の命に従って文書の受付、定例文書の起草、文書の写しの作成にあたる（第26条）。書記の1名は旅団所蔵図籍の保存出納、1名は備品の保存交換、1名は旅団長以下（司令部要員）の俸給旅費その他金銭授受を管理した（第27条）。